# Валерија Лукјанова
Валерија Валерјевна Лукјанова (рус. Валерия Валерьевна Лукьянова, укр. Валерія Лук’янова; Тираспољ, 23. август 1985), позната и под псеудонимом Аматује (рус. Аматуе, укр. Аматує), украјинска је манекенка и интернет сензација, позната по томе што је априла 2012. проглашена за живу Барбику.
Њен неприродни изглед многе је навео на сумњу да уопште и постоји, што је крајем године кулминирало тиме да се фотографише за амерички часопис Ви (издање од 9. новембра) као доказ да у питању није превара, већ њен прави изглед.

## Биографија
Валерија (право име рус. Валерия Лукьянова) рођена је 23. августа 1985. у Тираспољу. Има више псеудонима — духовни Аматује (укр. Аматує), Богиња (укр. Богиня), Барби(ка) из Одесе (укр. Барбі з Одеси), људска/жива Барбика. Бави се езотериком, коју је изучила из књига своје мајке. Одржава предавања о вантелесним путовањима.
Лукјанова је фрутаријанац (једе само воће), а твди да свој изглед одржава медитацијом и вежбањем. Њен коначни циљ је потпуни престанак уноса хране и воде. Труди се и да енергију акумулира избегавајући плакање и смејање. Признала је само једну операцију — повећање груди. Има мужа Дмитрија, а тврди да не жели да има децу, јер је никад нису занимала.

## Жива Барбика
Након неуспешног учешћа на избору за Мис Украјине, Валерија је на блогу поставила неколико својих фотографија, помоћу којих је убрзо постала интернет сензација. Проглашена је за живу Барбику, те је фотографије поставила на Фејсбук.
Након тога је дошло до вишеструких критика у вези са аутентичношћу фотографија и уопштеног постојања Валерије Лукјанове. У јуну исте године појавила се у емисији руске државне телевизије Росија 1 заједно са Синди Џексон, гинисовом рекордерком по броју пластичних операција. Упркос томе, њена популарност остала је локалног карактера, па се самопрогласила за најпознатију Рускињу русофоног интернета. Њена међународна популарност је оживљена новембра 2012, када је отпутовала у Њујорк да се слика за издање од 9. новембра америчког часописа Ви, као доказ сопствене аутентичности.

## Прве критике
Коментари који су уследили по објављивању Валеријиних фотографија у априлу били су углавном негативни. На Јутјуб је убрзо постављен анимирани видео девојке која одлази код пластичног хирурга. Она леже на операциони сто, а хирург јој ручном пумпом увећава груди. Затим, пацијенткиња добија фејслифтинг помоћу гита (прозорски лепак) и тестере. Новинска агенција Дејли мејл даље преноси коментаре са Фејсбука: Не само да је ружна, него и смешна. Затим: Жена са потпуно савршеним телом је досадна жена. Чланак преноси и блаже коментаре: Није ли нездрава жеља поседовања изгледа лутке ипак део њеног идентитета?
Убрзо су уследили и први стручни коментари, па је др Ентони Лабруна са Менхетна рекао да је за такав изглед потребно знатно повећање груди, као и вађење ког ребра, проширивање кукова и промене на лицу. Иронично додаје да је свему томе потребна и плава коса. Проценио је да би то коштало око 100.000 америчких долара. Сем тога, пренета је изјава др Кита Аблоуа, судског психијатра из Њујорка, који је за Фокс њуз написао чланак у којем описује разлоге због којих сматра да је жива Барбика опасна. Како он објашњава, Валерија је једна од првих који подлежу будућности у којој би могло доћи до тога да сви постану непотребни и једнократни, у прилог постајању живе копије познатог производа или пак пандана познатих личности. Критику завршава закључком да ово само предвиђа свет у коме људи беже од својих осећања и правих могућности за промену живота; време у коме је срећа естетска и захтева психолошку смрт; време у коме израз сопствене личности подразумева имитирање других, чак нестварних и недостижних објеката или измишњених ликова. Психолог Ема Греј је свему томе додала да давање велике вредности изгледу у било ком старосном добу може довести до смањења самопоуздања.
Амерички Еј-Би-Си је 23. априла 2012, након првих сазнања о Лукјановој, објавио интервју са Малколном Ротом, председником Америчког удружења пластичних хирурга. Др Рот је нагласио да ни у ком случају пластичну хирургију не треба користити у циљу трансформације у омиљену познату личност или, у овом случају, играчку. Такође су интервјуисали и Дајан Левин, професорку на бостонском Вилок колеџу, која је изјавила да је проблем што наметљива слика особа као што је Валерија отелотворује и поједностављује проблем објектификације жена у данашњем друштву.

## Чланак уВију
Новинар Патрик Сандберг, аутор чланка у Вију, пише да Валерија на Јутјубу поставља видео-снимке од новембра 2011, а да ју је широј јавности 22. априла 2012. открио блог Џезабел.. Што се тиче самог доласка у Америку, раније те године, дописник часописа из Украјине је обавестио главне новинаре из Њујорка да је Барбика стварна, али да се треба држати подаље од ове самопрокламоване музичарке и практичарке астралне пројекције.
Пише и да је дописник тврдио да Служба безбедности Украјине надгледа Валерију. Крај увода додаје да је њен духовни псеудоним Аматује, што је, како она тврди, име атлантидске богиње сунца. Помињу се и особе сличне њој — жива Барби Дакота Роуз из Сан Франциска, и аниме девојке Анастасија Шпагина такође из Украјине и Тина Леопард из Кине. Лукјанова остале девојке коментарише са: Заправо, приметила сам тренд. Свака жена доброг изгледа, финих карактеристика и танке фигуре изгледа као лутка. Нећу порицати да пратим људска запажања. Њихове реакције ме забављају, и не схватам их озбиљно.
У интервјуу, Валерија је рекла да јој типичан почиње сређивањем лица и масажом. Затим буде мало на интернету, након чега медитира (вантелесно путовање), па одлази у теретану. После каже да одлази у шетњу са другарицом, па се врати кући да направи вечеру за мужа. Затим опет буде на интернету, чита, медитира и оде на спавање. На питање да ли је пре певачица, манекенка или уметница, она наглашава да је најпре учитељ у Међународној школи вантелесних путовања. Додаје да је мајчине књиге о езотерици читала из радозналости о сврси постојања. Своју музику она описује опером новог доба, а наглашава да не може свака лепа девојка бити позната, јер сматра да се опипљиви резултату добијају само духовним радом.

## Нове критике
Након оживљавања популарности новембра 2012, Валерија је била изложена новом таласу критика. Наиме, овог пута је Рејдар онлајн интервјуисао Сета Мајерса, психолога из Лос Анђелеса. Др Мајерс закључује да је посреди жена која праву себе и реалност око ње сматра празнима и неинспиришућима, због чега ствара свет фантазије у коме живи. С друге стране, он наглашава да је у питању права уметничка душа, што доводи до тога да своје тело користи као постфеминистички манифест.
Други интервју је са Ентонијем Јуном, пластичним хирургом који је рекао да је сигуран да је Лукјанова имала операције лица, јер јој је лице извајано и исклесано као помоћу калупа. ИБТ је објавио снимак Валерије на такмичењу лепоте из 2007, на којем је тадашња шеснаестогодишњакиња победила, а као начин упоређивања драстичне промене изгледа кроз последњих пет година.
Следећи запажени критичар био је веб-сајт Дерти, који је 16. новембра објавио да је Валерија највећа превара икад и ментално поремећена. Ту објаву су пренели Хафингтон пост и Дејли мејл, а додали су и да је аргумент портала Дерти снимак који је Валерија поставила на Јутјуб, а у којем се жали да има проблеме са вратом. Портал тврди да се на том видео-снимку, као и осталима у којима је глава Лукјанове главна у кадру, може уочити знатна разлика у односу на фотографије које она објављује. Дерти је у другој објави Валерију прогласио Мајклом Џексоном Украјине, као и да ће убрзо проћи њених петнаест минута славе.
Неколико дана касније, 21. новембра, часопис Ви је објавио да је Валерија веома стварна. Претходног дана, Јаху шајн је написао чланак о Лукјановој у којем су интревјуисани др Борисо Акерман из Калифорније и др Џефри Шпигел, главни пластични хирург на Бостонском универзитету. Др Акерман је рекао да је могуће да је Валерија увећала усне, али да мисли да није имала већих операција на лицу. Сматра да је већина изгледа постигнуто употребом шминке. Насупрот томе, др Шпигел каже да га не би чудило да је Валерија имала операције носа и сужавања вилице и уградила импланте у образе. Такође помињу забринутости за њено ментално здравље, те закључује вероватно постојање дисоцијативног поремећаја личности.

## Даља каријера
У децембру 2012. године, Валерија је објавила да је започела сарадњу са суграђанком Олгом Олејник, чији је псеудоним Доминика. Њих две су се упознале преко интернета још 2007. И раније су сарађивале, држећи предавања о спиритуалности за око педесет британских фунти. С обзиром на то да Доминикин дечко живи у САД, а Валеријин муж Дмитриј такође намерава да тамо започне посао, Лукјанова је изјавила да ускоро планира селидбу у САД.
У првој половини 2013. године, приче о Живој Барбици су утихнуле. Крајем јула исте године, у сарадњи са америчким Вајсом објављен је двадесетоминутни документарни филм Space Barbie (свемирска барбика). Снимак не говори о Валеријином изгледу, већ о њеном раду као спиритуални гуру. Она у неколико наврата даје практичне савете: Када мислимо да смо достигли савршенство, отпочиње деградација. Потребно је стално радити на себи. Помиње да је својевремено била код психијатра, који јој је рекао да поседује посебне таленте. Изјавила је и да је сазнала да њена душа није људска.